# أبراهام زاكوتو
أبراهام زاكوتو أو أبراهام زاكت أو أبراهام بن زاكوتو (بالعبرية: אברהם זכות) و(بالبرتغالية: Abraão ben Samuel Zacut‏) عالم رياضيات وفلك ومؤرخ يهودي إسباني، وُلد في سلامنكا في إسبانيا عام 1450. كان حاخام وأستاذًا للفلك بالجامعة.
درس علم الفلك في جامعة سلامنكا، وفي شبابه كان صديق وحامي أسقف سلامنكا، جونثالو دي بيبرو، والذي شجعه على نشر كتابه المكتوب باللغة العبرية التصنيف الفلكي الكبير، فهرسة النجوم أو هخيبور هكدول عام 1478. وتمت ترجمته إلى الإسبانية على يد أستاذ الفلك خوان دي صالايا، ومن ثم تبعه خوسيه فيتشينو إلى اللغة اللاتينية. وساعد هذا النص كثيرًا في الإبحار والبحث في المحيط الأطلنطي.
وعقب طرد اليهود من إسبانيا، لجأ زاكاتو إلى البرتغال، حيث عُين مؤرخًا وفلكيًا ملكيًا للملك جواو الثاني، واستمر في منصبه في عهد مانويل الأول. وقرابة عام 1497، اضطر زاكاتو إلى مغادرة البرتغال، فارًا من التحويلات القسرية وأستقر في الإمبراطورية العثمانية، حيث تُوفي حوالي 1510.